# Parafia św. Katarzyny w Myślatyczach
Parafia św. Katarzyny w Myślatyczach − parafia rzymskokatolicka znajdująca się w archidiecezji lwowskiej w dekanacie Mościska.